# عنکبوت
عَنکَبوت  (همچنین موسوم به: تارتَنَک، تارباف، تَنندو یا کـَلاش) جانوری بی‌مهره از بندپایان با بدنی دوبخشی و هشت پا است. عنکبوت‌ها بخش‌های جوندهٔ دهان و بال ندارند. آن‌ها در راستهٔ عنکبوت‌ها یا تارتنان رده‌بندی می‌شوند که خود یکی از چند راستهٔ ردهٔ بزرگ‌تر، عنکبوتیان (تاربافان) است. 
بسیاری از مردم دربارهٔ عنکبوت‌ها دو تصور غلط دارند. یکی این که گمان می‌کنند عنکبوت‌ها حشره هستند و دیگری این که همهٔ عنکبوت‌ها بسیار خطرناک‌اند و به محض دیدن باید آن‌ها را کشت.
عنکبوت‌ها از برخی جهات به حشرات شباهت دارند. جثهٔ آن‌ها در یک حدود است. پاهای باریک و مفصل‌دار دارند، خونسرد و بی‌مهره‌اند و بدنشان از پوستهٔ سختی پوشیده شده است. اما سه ویژگی آن‌ها را از حشرات متمایز می‌کند: حشرات شش پا دارند، اما عنکبوت‌ها هشت پا دارند. حشرات دارای شاخک هستند، اما عنکبوت‌ها فاقد شاخک‌اند. بدن حشرات از سه بخش تشکیل شده است، در حالی که بدن عنکبوت‌ها تنها دو بخش دارد. این تفاوت‌ها نشان می‌دهد که عنکبوت‌ها به گروهی جدا از حشرات تعلق دارند.
عنکبوت‌ها آروارهٔ حقیقی ندارند و باید خوراک خود را بمکند. آن‌ها دارای دستگاه مولد تار هستند که تارریس نامیده می‌شود. برخی از نوزادان حشرات با دهان خود تار می‌تنند، اما دستگاه مولد تار ندارند.
عنکبوت‌ها معمولاً هشت چشم ساده دارند، اما بسیاری از حشرات دو چشم مرکب دارند که از تعداد زیادی چشم‌های ساده تشکیل شده است.
هنگامی که عنکبوتی حشره‌ای را شکار می‌کند، معمولاً با نیش خود سم را به بدن آن تزریق می‌کند. با این حال، بیشتر عنکبوت‌ها سم کافی برای مسموم کردن انسان تولید نمی‌کنند. تنها تعداد کمی از آن‌ها، مانند عنکبوت بیوهٔ سیاه، دارای سمی خطرناک برای انسان هستند. نیش بیوهٔ سیاه می‌تواند انسان را بیمار کند، اما عموماً فرد مبتلا سلامت خود را بازیابی می‌کند.
عنکبوت‌ها مهندسانی ماهر هستند. تاره‌ای که آن‌ها می‌تنند بسیار محکم است. تار عنکبوت حتی از یک سیم فولادی هم‌قطر خود محکم‌تر است. برخی از شبکه‌های تار عنکبوت نیز به دلیل طراحی و زیبایی خاص خود شناخته شده‌اند.

## زندگی و رشد عنکبوت‌ها
نوزاد عنکبوت شبیه عنکبوت بالغ است، اما کوچکتر. بیشتر عنکبوت‌ها برای تخم‌های خود پیله می‌سازند. هنگامی که نوزاد از تخم بیرون می‌آید، پیله را سوراخ کرده و خارج می‌شود. اگر نوزاد عنکبوت پیش از خروج از پیله گرسنه شود، ممکن است به خوردن برادران و خواهران خود بپردازد.
عنکبوت در طول زندگی خود چندین بار پوست می‌اندازد و با هر بار رشد، این فرآیند را تکرار می‌کند. برخی عنکبوت‌ها می‌توانند برای مدت طولانی بدون غذا زنده بمانند، زیرا به اندازهٔ کافی در یک وعده غذا می‌خورند.

## اندام
عنکبوت‌ها، چنگاله یا دندان‌های نیشِ عموماً قادر به تزریق زهر دارند. آن‌ها همچنین تولید ابریشم عنکبوت می‌کنند و بزرگ‌ترین راستهٔ عنکبوتیان هستند و از نظر تنوع گونه‌ای در میان همهٔ راسته‌های زیستی در رتبهٔ هفتم قرار دارند. عنکبوت‌ها در سرتاسر جهان در همهٔ قاره‌ها به‌جز جنوبگان یافت می‌شوند و تقریباً در هر زیستگاه خشکی مستقر شده‌اند. تا اوت ۲۰۲۱، تعداد ۵۰۲۶۶ گونه عنکبوت در ۱۳۲ خانواده توسط تاکسونومیست‌ها ثبت شده است. با این‌حال، در جامعه علمی در مورد نحوهٔ طبقه‌بندی همهٔ این خانواده‌ها اختلاف نظر وجود دارد و ارائهٔ بیش از ۲۰ طبقه‌بندی مختلف از سال ۱۹۰۰، بیانگر همین اختلاف نظرها است.
شکم عنکبوت‌ها دارای زائده‌هایی است که به اندام‌هایی ریسنده تغییر یافته و ابریشم عنکبوت را از شش نوع غده خارج می‌کند. تار عنکبوت از نظر اندازه، شکل و مقدار نخ چسبناک استفاده‌شده بسیار متفاوت است. اکنون به‌نظر می‌رسد که تار به‌صورت گوی مارپیچی ممکن است یکی از اشکال اولیهٔ تار عنکبوت باشد و عنکبوت‌هایی که تارهای درهم را تولید می‌کنند، فراوان‌تر و متنوع‌تر از عنکبوت‌های گردباف هستند. گروه‌های اصلی عنکبوت‌های کنونی، رتیل‌ریختان و تارتنک‌ریختان، نخستین بار در دورهٔ تریاس و بیش از ۲۰۰ میلیون سال پیش، پدید آمده‌اند.
گونهٔ عنبرگ در سال ۲۰۰۸ به‌عنوان گیاهخوار توصیف شد، اما همهٔ گونه‌های شناخته‌شدهٔ دیگر، شکارگر هستند که بیشتر، حشرات و عنکبوت‌های دیگر را شکار می‌کنند اما تعداد کمی از گونه‌های بزرگ نیز پرندگان و مارمولک‌ها را می‌گیرند. برآورد می‌شود که ۲۵ میلیون تُن عنکبوت در جهان سالانه ۴۰۰ تا ۸۰۰ میلیون تُن طعمه را می‌کشند. عنکبوت‌ها از طیف گسترده‌ای از ترفندهایی برای گرفتن طعمه استفاده می‌کنند: به دام انداختن آن در تارهای چسبنده، ضربه زدن به آن با کمندهای چسبنده، تقلید از طعمه برای جلوگیری از شناسایی، یا پایین انداختن آن. بیشتر آن‌ها طعمه را عمدتاً با حس کردن ارتعاشات، تشخیص می‌دهند. بیشتر عنکبوت‌ها از سردهٔ پورشا نشانه‌هایی از هوش در انتخاب تاکتیک‌ها و توانایی ایجاد تاکتیک‌های جدید نشان می‌دهند. رودهٔ عنکبوت‌ها برای عبور مواد جامد، بسیار باریک است، بنابراین آن‌ها غذای خود را پیش از خوردن، با پر کردن آنزیم‌های گوارشی، مایع می‌کنند. آن‌ها همچنین غذا را با پاگیره‌های خود آسیاب می‌کنند، زیرا عنکبوتیان مانند سخت‌پوستان و حشرات دارای فک پایین نیستند.
در حالی‌که زهر چند گونه از عنکبوت‌ها مانند بیوه سیاه برای انسان خطرناک است، دانشمندان اکنون در حال تحقیق در مورد استفاده از زهر عنکبوت در پزشکی و به‌عنوان آفت‌کش‌های غیر آلاینده هستند. ابریشم عنکبوت ترکیبی از سبکی، استحکام و کشسانی را ارائه می‌کند که نسبت به مواد مصنوعی، برتری دارد. ژن‌های ابریشم عنکبوت در پستانداران و گیاهان قرار داده شده‌اند تا مشخص شود که آیا می‌توان از آن‌ها برای تولید ابریشم استفاده کرد یا خیر. عنکبوت‌ها در نتیجهٔ طیف وسیع رفتارهای خود به نمادهای رایج در هنر و اساطیر تبدیل شده‌اند که نمادی از ترکیب‌های مختلف صبر، ظلم و خلاقیت است. ترس غیرمنطقی از عنکبوت‌ها عنکبوت‌هراسی نامیده می‌شود.
اگرچه بیشتر عنکبوت‌ها حداکثر تا دو سال عمر می‌کنند، تارانتولاها و سایر رتیل‌ریختان می‌توانند تا ۲۵ سال در اسارت عمر کنند. عنکبوت‌ها معمولاً اول به دور طعمه خود تار می‌تنند و بعد طعمه را می‌خورند.

## ویژگی‌ها

### اندازه

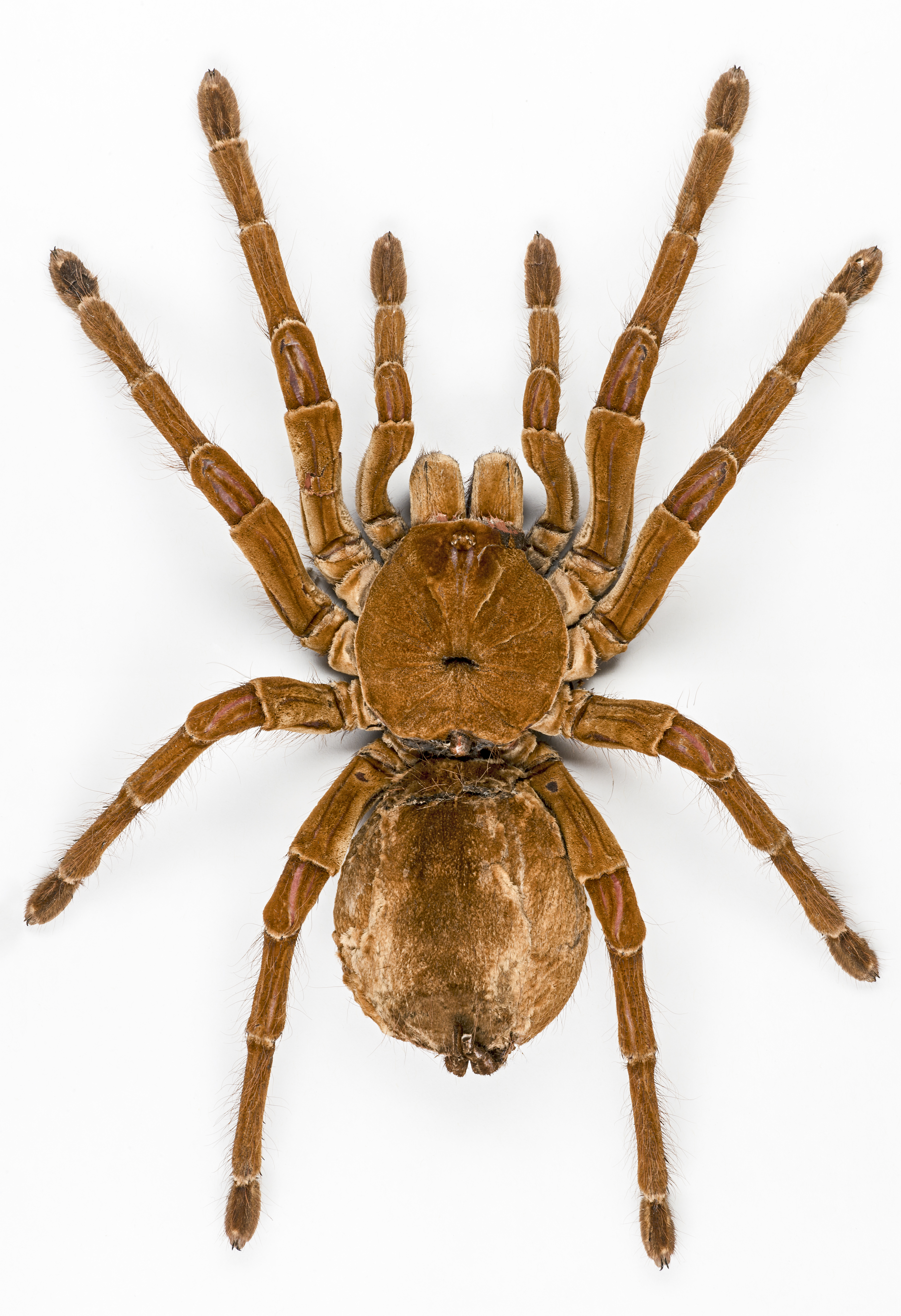
پرنده‌خوار جالوت (Theraphosa blondi)، سنگین‌ترین عنکبوت شناخته‌شده

عنکبوت‌ها در طیف وسیعی از اندازه‌ها وجود دارند. بدن کوچک‌ترین گونهٔ شناسایی‌شده، پاتو دیگوا از کلمبیا، کمتر از ۰٫۳۷ میلیمتر (۰٫۰۱۵ اینچ) طول دارد. بزرگ‌ترین و سنگین‌ترین عنکبوت‌ها در میان رتیل‌ها دیده می‌شوند که طول بدن برخی از آن‌ها تا ۹۰ میلی‌متر و طول پاها تا ۲۵۰ میلی‌متر گزارش شده است.

### تولید تار

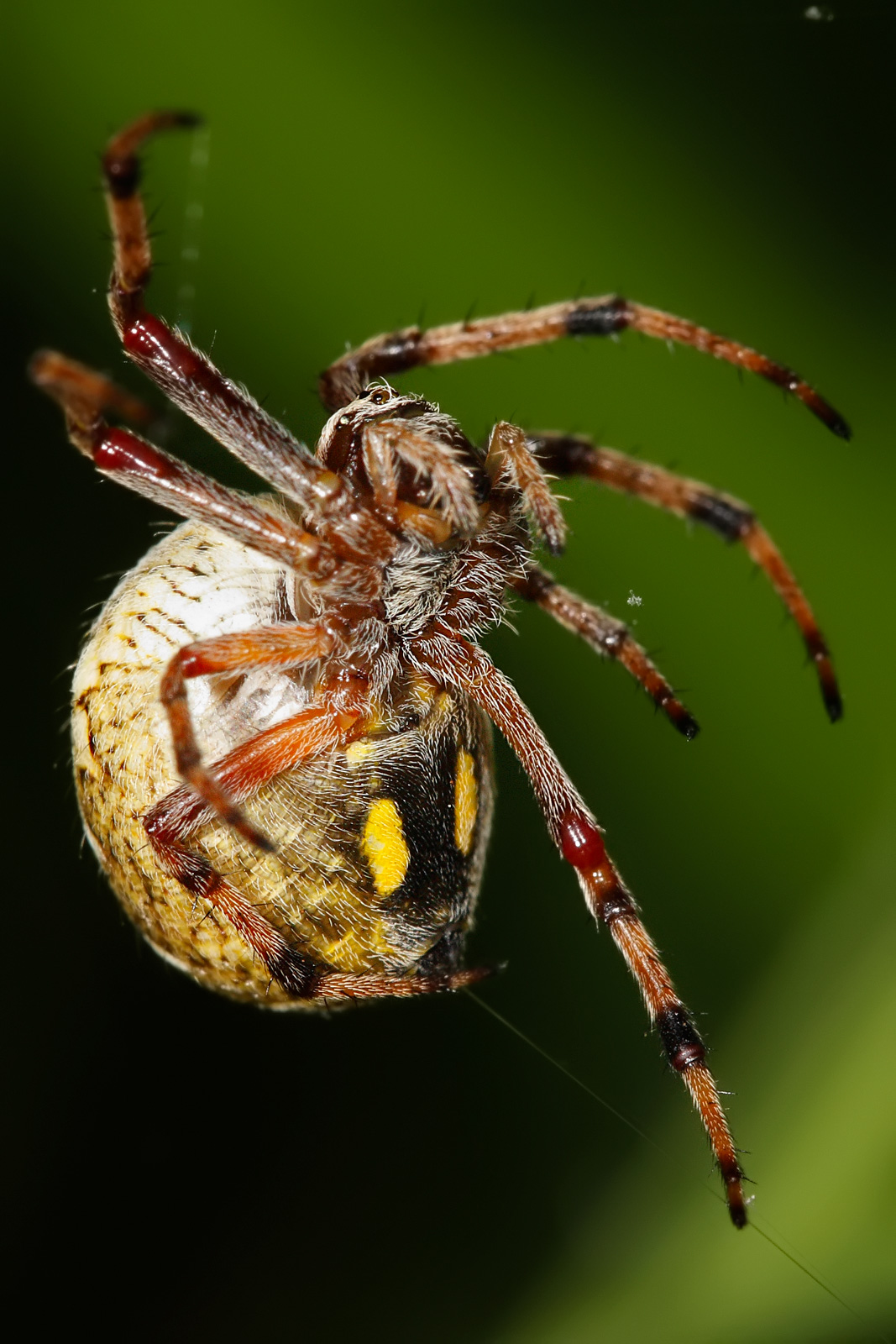
یک عنکبوت در حال تولید تار

بیشتر عنکبوت‌ها با استفاده از ابریشم خود، تار عنکبوت می‌تنند که کمابیش به گونهٔ رشته‌ای پروتئینی از غده‌های تارتنِ بخش ته شکم آن‌ها تراوش می‌شود. بسیاری از گونه‌ها تار را برای شکار به‌کار می‌گیرند این‌چنین که توری یا پرده‌ای می‌تنند که حشرات در آن به دام می‌افتند؛ ولی گونه‌های فراوانی هم آزاد شکار می‌کنند. تار برای بالا رفتن از جایی، ساختن دیوارهای هموار در لانه‌های زیرزمینی، ساختن کیسهٔ تخم، درپیچیدن شکار، و نگهداری چندگاهی اسپرم و بسیاری کارهای دیگر به‌کار برده می‌شود.
در بخش ته شکم بسیاری از عنکبوت‌ها سه جفت اندام تراوش‌کنندهٔ تار وجود دارد. هر کدام از این اندام‌ها از صدها لولهٔ باریک پدیدار شده است. مادهٔ تار از درون این لوله‌ها گذر می‌کند و تراوش می‌شود و پس از بیرون شدن از بدن، در برابر هوا سخت شده و تار پدید می‌آید. ابریشم عنکبوت برای ساختن دام، نگهبانی از تخم‌ها، پوشاندن بستر درونی لانه و جابه‌جایی برخی از عنکبوت‌ها کاربرد دارد.
تار عنکبوت از رشته‌های ابریشم‌مانند درست شده است. رشته‌هایی که خودش پدیدار کرده و خودش ریسیده است و از آن رشته‌ها تار را بافته است. عنکبوت تار را به ریخت هندسی ویژه و سخت و استوار درمی‌آورد و برای شکار حشرات، دام می‌گستراند. این تارها در آغاز به‌صورت مایع هستند و نه با قرار گرفتن در معرض هوا، بلکه در نتیجهٔ بیرون کشیده شدن از بدن، سخت می‌شوند که ساختار داخلی پروتئین موجود در تار را تغییر می‌دهد. تار از نظر استحکامِ کششی مشابه نایلون و ترکیبات زیستی مانند کیتین، کلاژن و سلولز است، اما بسیار کشسان‌تر است. به عبارت دیگر، پیش از شکستن یا از دست دادن شکل، می‌تواند بسیار بیشتر کشیده شود. این تارها بسیار کشسان و نیرومند هستند و کمابیش ۲۰ برابر از نایلون کشسان‌تر و ۹ برابر از فولاد در قطر همتراز نیرومندتر است.
قطر تار عنکبوت حدود یک دهم تار موی انسان است. این تارهای صاف و روشن، بسیار نرم و سبک و همچنین بسیار استوار هستند. حتی می‌توان گفت تار عنکبوت از فولاد هم سخت‌تر است. پروتئینی که عنکبوت را توانمند می‌سازد خود را آویزان کند و همچنین به شکار کردن کمک می‌کند، نگاه دانشمندان را به سوی خود کشانده است.
عنکبوت، پل‌هایی نیز می‌سازد که با آن از جوی‌ها گذر می‌کند و از گودال‌های ژرف می‌گذرد. پل عنکبوت، نخی است باریک که خودش آن را ریسیده است و با باد، دو سوی جوی یا گودال را به هم پیوسته می‌کند. آن‌گاه خود را با شتابی بالا روی آن می‌لغزاند تا از آن گذر کند. عنکبوت گودال‌های زمینی و پناهگاه‌های استوار می‌سازد و برای آن‌ها درهای استواری می‌نهد و ابزار گریز از گزند را در آن‌ها آماده می‌کند.

## کالبدشناسی
عنکبوت‌ها با حشرات و کرم‌ها متفاوتند، بدنشان دو قسمتی است: پیش‌تنه و پس‌تنه. تنها عنکبوت‌های قاتل از این قاعده مستثنی هستند که سینه‌شان ظاهراً به دو قسمت مجزا تقسیم شده است، خانواده بندشکمان که گونه‌ای کم و بسیار قدیمی هستند نیز استثنا می‌شوند، چون قسمت خارجی شکم ظاهر نیست. شکم و سینه توسط یک کمر باریک که به آن پایک یا حلقه پیش‌تناسلی گفته می‌شود به هم متصل است. این حلقه آخرین بخش سینه به‌شمار می‌آید که در برخی گونه‌های عنکبوت‌ها تحلیل رفته است.

## اندام‌های حسی
چشم‌ها دارای عدسی‌های مستقل و سریع‌تر از چشم‌های مرکب است که برای مسافت‌یابی در شب یا روز به ویژه برای عنکبوت‌های جهنده برای شکار مؤثر است. آن‌ها شاخک‌ها یا موهای جلوی دهانی دارند که در بلع غذا کمک می‌کند، در برخی گونه‌ها در انتهای شاخک‌ها اعضایی تکامل یافته که برای جفت‌گیری استفاده می‌شود، آن‌ها در پاهایشان موهای حساسی دارند که برای ردیابی شکار یا تعیین موقعیت، مانند حسگرهای فوق پیشرفته عمل می‌کنند.
عنکبوت‌ها معمولاً دارای ۸ چشم در چیدمان‌های مختلفند، حقیقت این است که این چیدمان در گونه‌های مختلف متفاوت است، بیشترین گونه از ساده‌مادینه دارای ۶ چشم هستند، اگرچه برخی مانند عنکبوت‌های سیاه غرب هشت‌چشمی و برخی مانند عنکبوت زره‌پوش چهارچشمی (Tetrablemma) چهار چشمی هستند، گاهی یک زوج چشم از بقیه رشد یافته ترند، در برخی گونه‌های عنکبوت‌های غاری هیچ چشمی وجود ندارد، چندین خانواده عنکبوت‌های شکارگر مثل جهنده‌ها یا عنکبوت‌های گرگی بینایی بسیار عالی دارند، قدرت بینایی عنکبوت‌های جهنده دیدن رنگ‌ها را برایش به ارمغان آورده است.
عنکبوت‌های تارافکن دارای عدسی‌های چشمی بزرگی هستند که به آن‌ها حتی شب هنگام و با جمع‌آوری نوری اندک دید با کیفیت و وسیع داده است. به هر حال بیشتر عنکبوت‌ها که لابلای گل‌ها، شبکه تارها یا دیگر موقعیت‌های ثابت برای شکار کمین می‌کنند، بینایی بسیار کمی دارند. در عوض آن‌ها حساسیت فوق‌العاده ای در برابر ارتعاشات دارند که به آن‌ها درگرفتن شکار کمک می‌کند. حس کردن این ارتعاشات توسط حسگرهای قوی می‌تواند روی سطح آب یا خاک یا شبکه تاری آن‌ها باشد. همچنین تغییرات فشار هوا که آن نیز در شکار جانوران دیگر مؤثر است.

### دستگاه گوارش
عنکبوت‌ها تنها در وضعیت آبکی می‌توانند خوراک خود را بخورند، برای همین آن‌ها از گونه‌ای ماده برای آبگون کردن بافت‌های شکارشان بهره می‌برند. پیامد افزودن این ماده به اندام جانور قربانی آبکی شدن بافت‌های تن آن و درست شدن گونه‌ای سوپ است که عنکبوت آن را می‌مکد. موهای پیرامون دهان به عنوان صافی، از گذر بخش‌های سخت شکار جلوگیری می‌کنند، بخش‌های گذر نشده و پوشش تهی بیرونی شکار، دور انداخته می‌شوند. بسیاری از عنکبوت‌ها شکارشان را برای زمان کوتاهی نگه می‌دارند، آن‌ها پس از افزودن زهر به تن شکارشان آن را در تاری ابریشمی در شبکهٔ تارشان پیچیده و رها می‌کنند تا جانور واپسین تقلاها یا کوشش‌های بیهوده زندگی‌اش را بکند و پس از آن‌که مرد، به سراغش می‌روند. عنکبوت‌ها توانایی گوارش کردن بافته‌های ابریشمی خویش را دارند، بنابراین برخی عنکبوت‌ها پس از استفاده، آن‌ها را می‌خورند. هنگامی‌که عنکبوت رشته‌ای را می‌سازد هنگام بازگشت آن را با شتاب گسارش می‌کند.

## رفتارشناسی

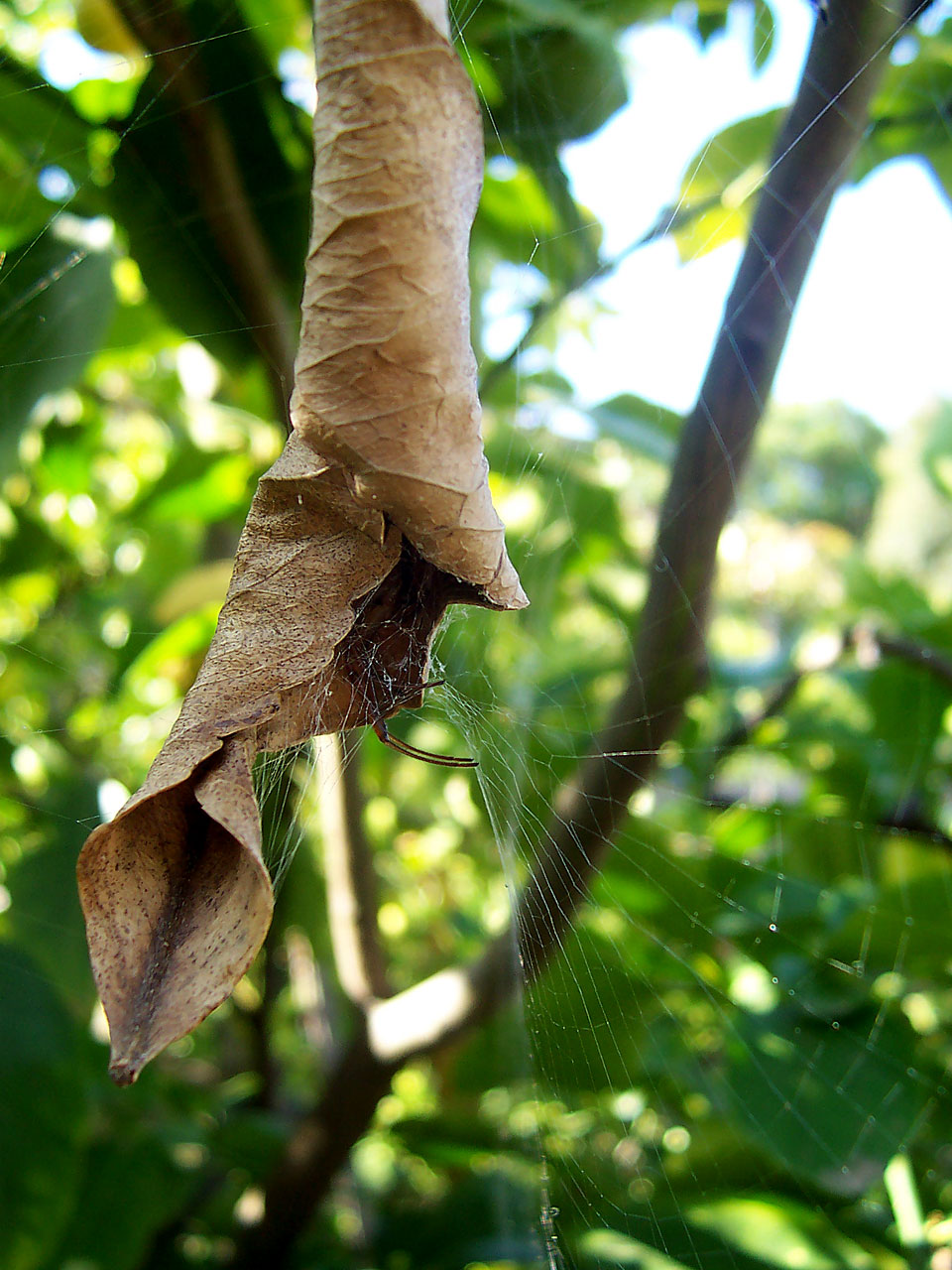
لانهٔ برگی عنکبوت

عنکبوت‌های نر برای جلوگیری از خورده شدن توسط ماده‌ها، که معمولاً بزرگ‌تر هستند، خود را با انواع تشریفات پیچیدهٔ جفت‌گزینی به جفت‌های احتمالی می‌شناسانند. نرهای بیشتر گونه‌ها از جفت‌گیری زنده می‌مانند؛ همچنین در گونه‌های زیادی، عنکبوت ماده پس از تخم‌گذاری می‌میرد این به آن دلیل است تا نوزادان پس از خروج از تخم بتوانند از جسد مادرشان تغذیه کنند. ماده‌ها بسته‌هایی ابریشمی می‌بافند که هر کدام ممکن است حاوی صدها تخم باشد. ماده‌های سایر گونه‌های عنکبوت، از نوزادان خود مراقبت می‌کنند. برای مثال با حمل آن‌ها یا با تقسیم غذا با آن‌ها. اقلیتی از گونه‌های عنکبوت، اجتماعی هستند که این اجتماع ممکن است از چند تا ۵۰۰۰۰ عنکبوت را در خود جای دهد. رفتارهای اجتماعی همچون شکار مشارکتی و تقسیم غذا در عنکبوت‌ها مشاهده شده است.

## آرایه‌شناسی
راستهٔ عنکبوت‌ها (Araneae) به دو گروه کلی تقسیم می‌شود، تارریس‌سینگان و تارریس‌پشتان، که دومی شامل دو زیرراستهٔ رتیل‌ریختان و تارتنک‌ریختان است. بیش از ۵۰۰۰۰ گونه زنده از عنکبوت‌ها شناسایی شده‌اند و تا سال ۲۰۲۲ توسط عنکبوت‌شناسان به ۱۳۲ خانواده و ۴۲۷۵ سرده دسته‌بندی شده‌اند.
| زیرراسته‌ها   | خانواده‌ها | سرده‌ها | گونه‌ها |
| ------------ | --------- | ------ | ------ |
| تارریس‌سینگان | ۲         | ۸      | ۱۶۹    |
| رتیل‌ریختان   | ۳۱        | ۳۶۸    | ۳۳۲۷   |
| تارتنک‌ریختان | ۹۹        | ۳۸۹۹   | ۴۶۷۷۰  |

### عنکبوت‌های ایران
در شمارهٔ ۴۶۳ ژورنال زوکیز (ZooKeys)، مقاله‌ای دربارهٔ توصیف و نام‌گذاری ۳ گونهٔ جدید از عنکبوت‌ها از ایران، توسط یوری ماروسیک (عنکبوت‌شناس روس)، علیرضا زمانی و امید میرشمسی (عنکبوت‌شناسان ایرانی) نگارش شده است:
گونهٔ نخست از شهرستان قائن در استان خراسان جنوبی جمع‌آوری شده و به افتخار عنکبوت‌شناس نامی فنلاندی سپو کوپونن به نام عنکبوت موش شکل کوپونن نام‌گذاری شده است. گونهٔ دوم از استان مازندران و به افتخار محل جمع‌آوری نمونه به نام عنکبوت موش شکل مازندران نام‌گذاری شده است؛ و گونهٔ سوم که نمونه‌های آن از بندرعباس و جزیرهٔ هرمز جمع‌آوری شده بودند به افتخار خلیج فارس عنکبوت درزباف خلیج فارس نام‌گذاری شدند. این مقاله، نخستین گزارش از حضور خانوادهٔ عنکبوت‌های پنجره‌ساز و سرده‌های Anemesia و Sahastata از ایران است.

## عنکبوت و انسان
اگرچه ترس گسترده‌ای از عنکبوت‌ها به‌وجود آمده، اما تنها تعداد کمی از گونه‌ها برای مردم خطرناک هستند. عنکبوت‌ها فقط برای دفاع از خود انسان را نیش می‌زنند و تعداد کمی از آن‌ها اثرات بدتری نسبت به نیش پشه یا نیش زنبور دارند. بسیاری از عنکبوت‌های خطرناک از نظر پزشکی، مانند عنکبوت‌های منزوی و عنکبوت‌های بیوه، ترجیح می‌دهند فرار کنند و تنها زمانی که به دام افتاده باشند، گاز بگیرند، اما این امر می‌تواند به‌صورت تصادفی نیز ایجاد شود. تاکتیک‌های دفاعی عنکبوت قیفی‌تار استرالیایی شامل نمایش نیش است. زهر آن‌ها، اگرچه به‌ندرت به میزان زیاد تزریق می‌کنند، منجر به مرگ ۱۳ انسان در طول ۵۰ سال شده است. آن‌ها را خطرناک‌ترین عنکبوت‌های جهان به‌دلیل سمیت بالینی در نظر گرفته‌اند، هرچند این ادعا به عنکبوت سرگردان برزیلی نیز نسبت داده شده است.

## نگارخانه

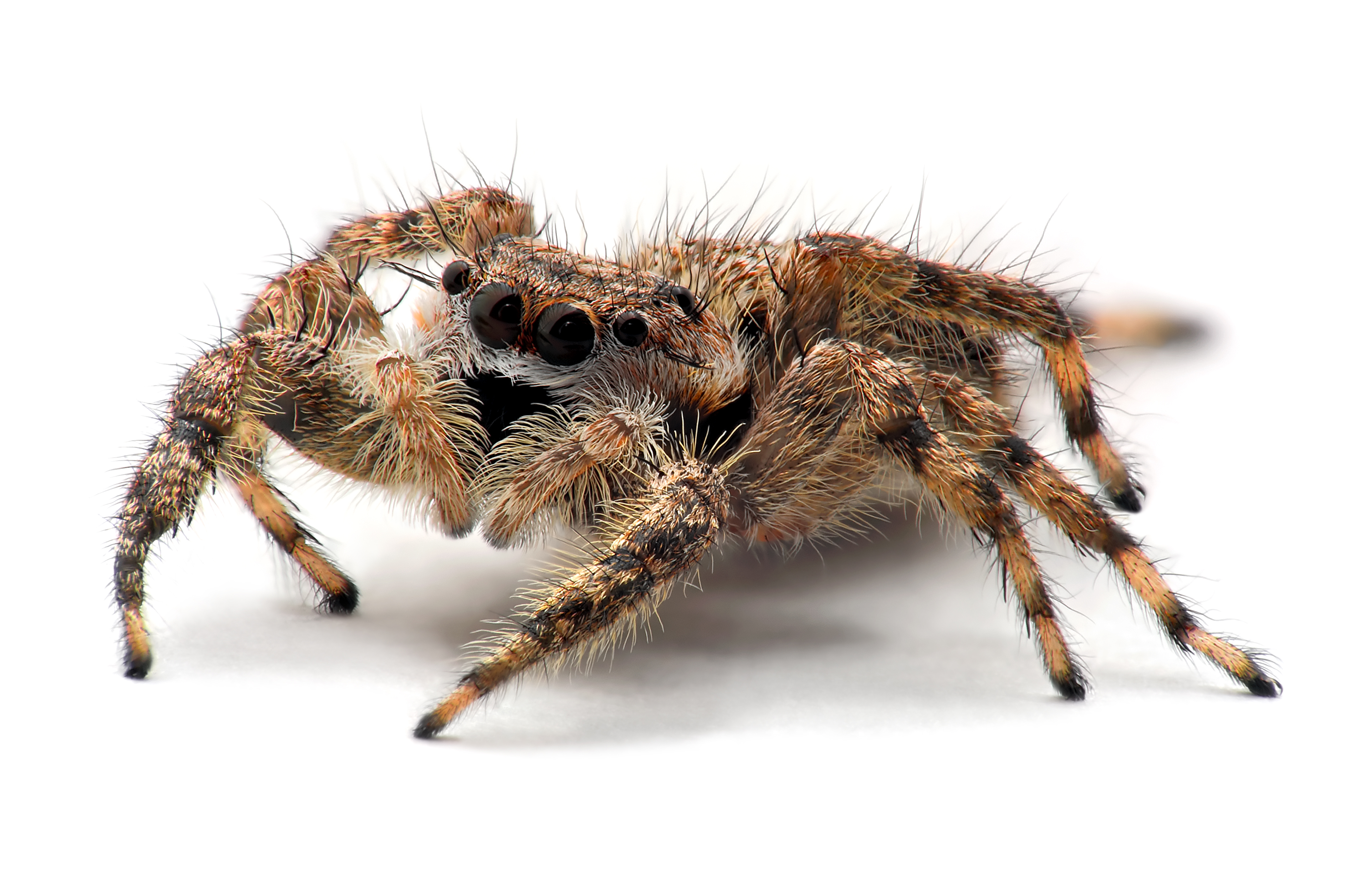
نوعی عنکبوت ماده
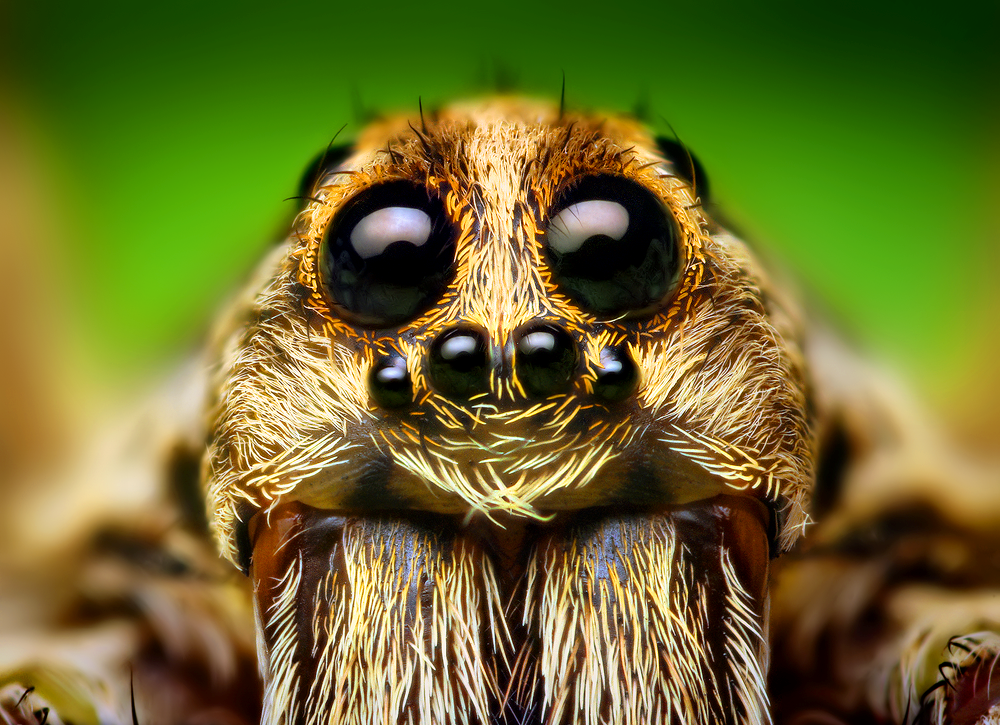
چشم‌های یک عنکبوت گرگی
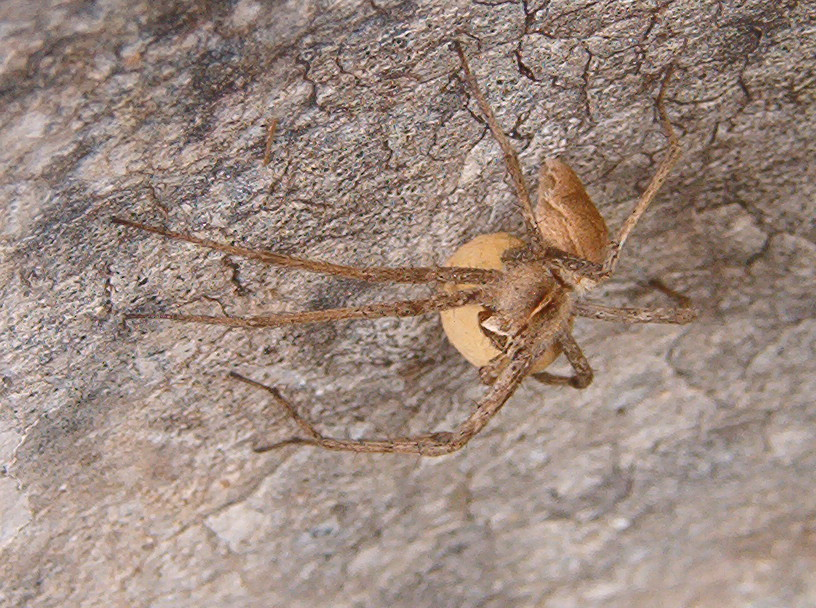
نوعی عنکبوت در حال حمل کیسهٔ تخم‌هایش
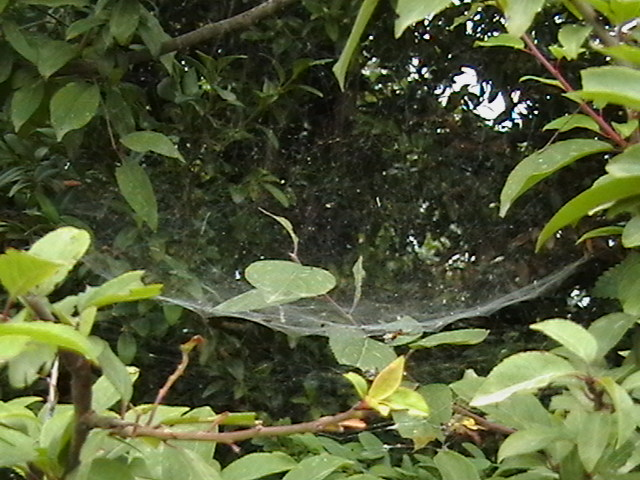
تار عنکبوت
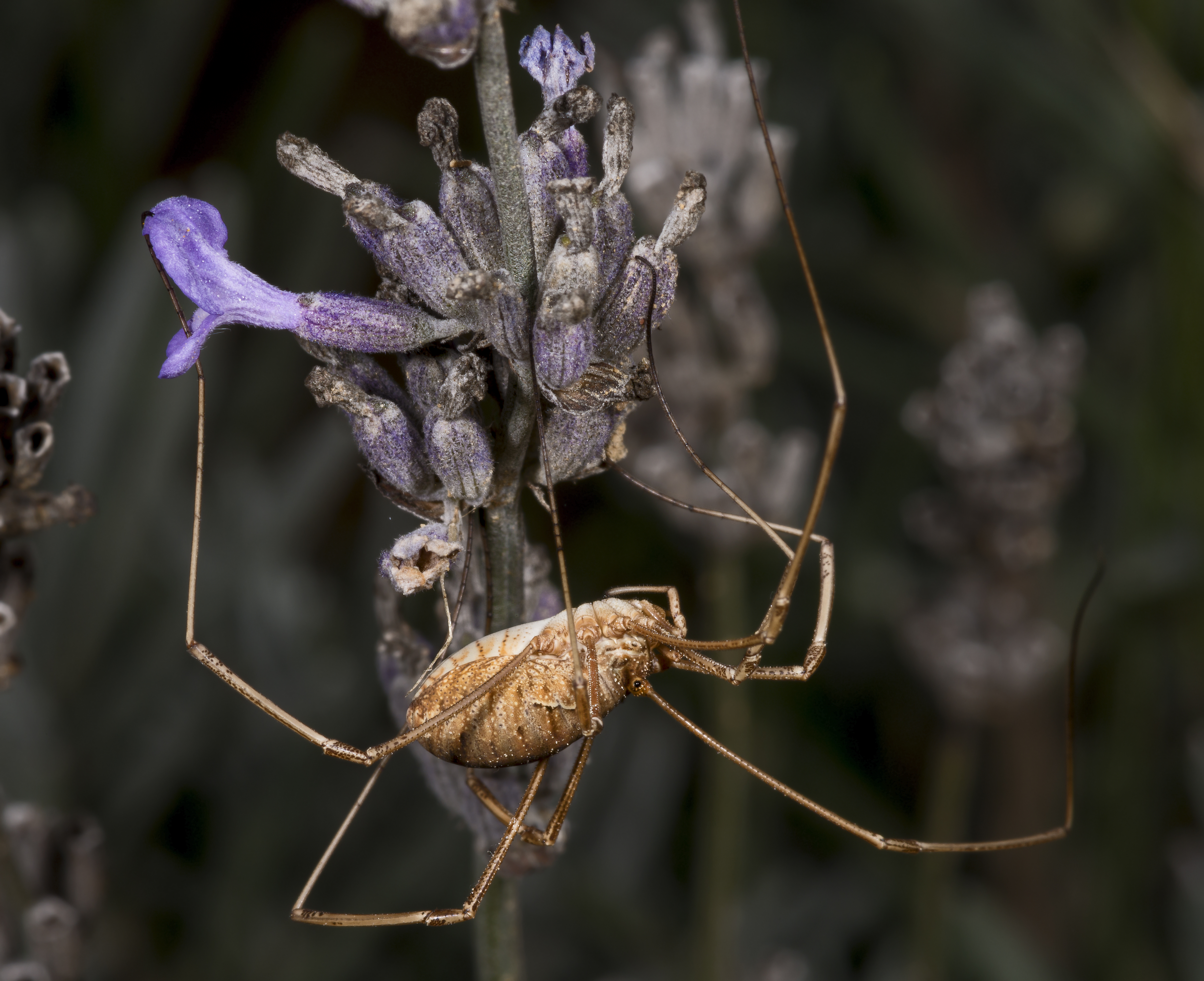
عنکبوت اوپیلیو
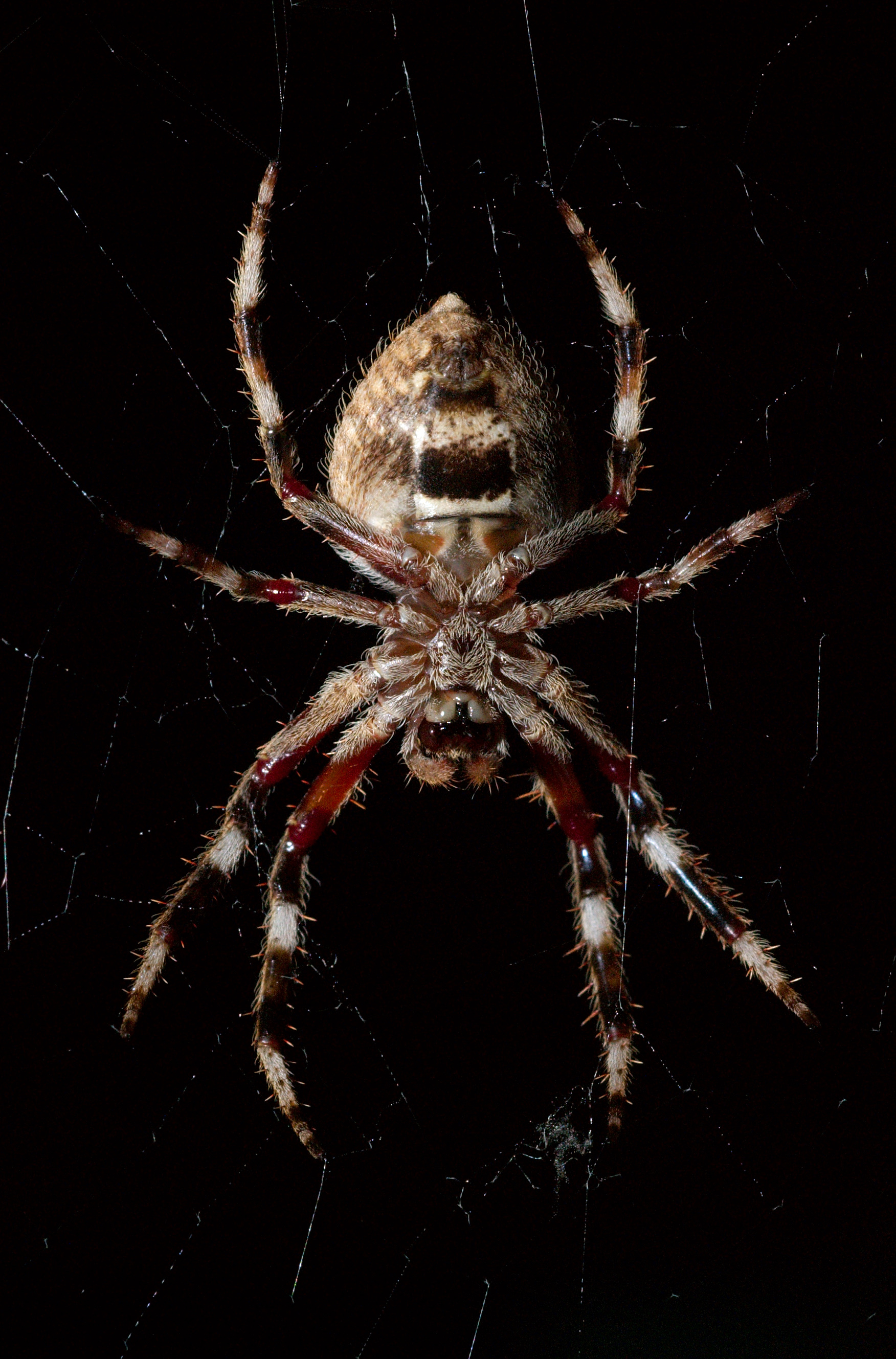
شکم عنکبوت